# 1-й Хвостов переулок
1-й Хвосто́в переу́лок — расположен в районе Якиманка Центрального административного округа города Москвы, проходит от улицы Большая Полянка, пересекая улицу Малая Полянка, до улицы Большая Якиманка.

## Происхождение названия
Своё название переулок получил в 1922 году по имени московского боярина Алексея Хвоста, владевшего этой местностью в XIV веке. Прежде переулок носил название 1-го Петропавловского по названию расположенного по Большой Якиманке церкви Петра и Павла.

## Примечательные здания и сооружения
По нечётной стороне:
- № 3 — с 1912 по 1923 годы в этом здании, построенном по проекту Д. Д. Зверева, размещалось подворье Пантелеимоновского Афонского монастыря, а также убежище для престарелых воинов русско-турецкой войны 1877—1878 годов; в верхнем этаже располагалась домовая церковь в честь иконы Божией Матери «Скоропослушница»[2]
- № 5 — здание постройки 1997 года в русском стиле
- № 7 — Доходный дом М. В. Хлудовой (1913—1914, арх. В. В. Шервуд)

По чётной стороне:
- № 12, стр.1 - посольство Южного Судана

## Транспорт
- Станция метро  Полянка — 250 м.
- Автобусы м6, т8 по Большой Полянке.
- Автобусы м1, т4, т7, н11 по Большой Якиманке.